# یک روز در مسابقه (آلبوم)
یک روز در مسابقه (به انگلیسی: A Day at the Races) پنجمین آلبوم گروه راک اهل بریتانیا، کوئین می‌باشد که در ماه دسامبر ۱۹۷۶ منتشر شد. این آلبوم اولین آلبومی است که کاملاً توسط خود گروه تهیه شده است و نخستین آلبومی است که تهیه‌کننده آن روی توماس بیکر نیست. آلبوم در استودیو Sarm East و The Manor و Wessex واقع در انگلستان صبط شده است و مهندسی صوت آن توسط مایک استون صورت گرفته است. عنوان این آلبوم نیز همانند آلبوم قبلی شبی در اپرا از یکی از فیلم‌های برادران مارکس برگرفته شده است.
آلبوم موفقیت‌های بسیاری برای گروه به‌همراه داشت از جمله آنکه در چارت بریتانیا، ژاپن و هلند در جایگاه نخست قرار گرفت. و کار خود را از رتبه ۵ در بیلبورد ۲۰۰ آغاز کرد و پنجمین آلبوم کوئین در ایالات متحده هست که گواهی‌نامه طلا دریافت می‌کند. (همچنین گواهی‌نامه پلاتینی در چندین کشور دیگر).

## فهرست آهنگ‌ها
| Side one | Side one                  | Side one    | Side one |
| شماره    | نام                       | نویسنده(ها) | مدت      |
| -------- | ------------------------- | ----------- | -------- |
| ۱.       | «Tie Your Mother Down»    | برایان می   | ۴:۴۸     |
| ۲.       | «You Take My Breath Away» | فردی مرکوری | ۵:۰۹     |
| ۳.       | «Long Away»               | می          | ۳:۳۴     |
| ۴.       | «The Millionaire Waltz»   | مرکوری      | ۴:۵۴     |
| ۵.       | «You and I»               | جان دیکن    | ۳:۲۵     |

| Side two | Side two                              | Side two    | Side two |
| شماره    | نام                                   | نویسنده(ها) | مدت      |
| -------- | ------------------------------------- | ----------- | -------- |
| ۶.       | «Somebody to Love»                    | مرکوری      | ۴:۵۶     |
| ۷.       | «White Man»                           | می          | ۴:۵۹     |
| ۸.       | «Good Old-Fashioned Lover Boy»        | مرکوری      | ۲:۵۴     |
| ۹.       | «Drowse»                              | راجر تیلور  | ۳:۴۵     |
| ۱۰.      | «Teo Torriatte/Let Us Cling Together» | می          | ۵:۵۰     |

## نقش‌ها

### پرسنل اصلی
- فردی مرکوری – خوانندهٔ اصلی و پشتیبان، پیانو
- برایان می – گیتار الکتریک، گیتار اسلاید و آکوستیک، خوانندهٔ پشتیبان، خوانندهٔ اصلی در ترانهٔ Long Away، پیانو، پمپ ارگ
- راجر تیلور – درام، پرکاشن، خوانندهٔ پشتیبان، خوانندهٔ اصلی و گیتار ریتم در Drowse، تیمپانی
- جان دیکن – گیتار بیس، گیتار آکوستیک در You And I

### پرسنل اضافی
- مایک استون – خوانندهٔ اضافی در ترانهٔ Good Old-Fashioned Lover Boy

## رتبه های جهانی

### نمودار عملکرد
| نمودار (۱۹۷۶–۷۷)                        | Peak position |
| --------------------------------------- | ------------- |
| گزارش موسیقی کنت استرالیا. جدول آلبومها | 8             |
| اتریش. جدول آلبومها                     | 8             |
| آر پی ام کانادا. جدول آلبومها           | 4             |
| مگا هلند. جدول آلبومها                  | 1             |
| ژاپن. جدول آلبومها                      | 1             |
| نیوزلند. جدول آلبومها                   | 11            |
| ژاپن. جدول آلبومها                      | 23            |
| نروژ. جدول آلبومها                      | 3             |
| سوئد. جدول آلبومها                      | 8             |
| بریتانیا. جدول آلبومها                  | 1             |
| آمریکا. بیلبورد ۲۰۰                     | 5             |
| آلمان. چارت کنترل رسانه                 | 10            |

### نمودارهای پایان سال
| نمودار (۱۹۷۷)          | Peak position |
| ---------------------- | ------------- |
| استرالیا. جدول آلبومها | 45            |
| کانادا. جدول آلبومها   | 38            |
| ژاپن. جدول آلبومها     | 24            |
| بریتانیا. جدول آلبومها | 45            |

### نمودار میزان فروش و گواهینامه ها
| سرزمین                | گواهینامه   | فروش محصول/نسخه |
| --------------------- | ----------- | --------------- |
| کانادا (موزیک کانادا) | Platinum    | 100,000^        |
| آلمان (بی‌وی‌ام‌آی)      | Gold        | 250,000^        |
| ژاپن                  |             | 135,000^        |
| لهستان (زدپی‌ای‌وی)     | Platinum    | 20,000*         |
| بریتانیا (بی‌پی‌آی)     | Platinum    | 300,000^        |
| آمریکا (آرآی‌ای‌ای)     | 2× Platinum | 2,000,000^      |